# Tomahawk (hudební skupina)
Tomahawk je experimentální rocková/metalová hudební superskupina pocházející z USA. Byla založena v roce 2000 zpěvákem Mikem Pattonem (Fantômas,ex-Mr. Bungle, ex-Faith No More) a kytaristou Duanem Denisonem (ex-The Jesus Lizard). Mike Patton poté do kapely přivedl baskytaristu Kevina Rutmanise (Melvins/The Cows) a Duan Denison bubeníka Johna Staniera (ex-Helmet).

## Historie
První album vydala kapela v roce 2001, a sice s eponymním názvem Tomahawk. V roce 2003 pak následovalo druhé album Mit Gas
19. června 2007 bylo vydáno třetí album s názvem Anonymous. Všechna tři alba vydalo vydavatelství Ipecac Recordings. Během natáčení tohoto alba skupinu opustil baskytarista Kevin Rutmanis, Tomahawk tak dále oficiálně vystupuje jako trio. Později se baskytaristou stal Trevor Dunn, který s Pattonem působí v několika dalších kapelách.

## Diskografie
| Datum vydání     | Název            | Label             | Katalogové číslo |
| 30. říjen, 2001  | Tomahawk         | Ipecac Recordings | IPC-018          |
| 6. květen, 2003  | Mit Gas          | Ipecac Recordings | IPC-040          |
| 19. červen, 2007 | Anonymous        | Ipecac Recordings | IPC-089          |
| 29. leden, 2013  | Oddfellows       | Ipecac Recordings | IPC-142          |
| 26. březen, 2021 | Tonic Immobility | Ipecac Recordings | IPC-235          |